# Force India
Ne pas confondre avec Racing Point Force India F1 Team, présente en Formule 1 à partir de la mi-saison 2018 et créée sur les bases de la présente écurie.
Force India (engagée sous la dénomination Sahara Force India Formula One Team de 2012 à 2019) est une écurie de Formule 1 indienne qui a fait ses débuts en compétition à l'occasion de la saison 2008. Basée à Silverstone en Angleterre, Force India est créée à la suite du rachat et du changement de dénomination de l'écurie néerlandaise Spyker F1 Team. 
En 2018, l'écurie, en faillite, est liquidée et l'ensemble des actifs est racheté par un consortium mené par Lawrence Stroll. Une nouvelle écurie, Racing Point Force India F1 Team, est créée sur ses bases et prend sa suite en championnat du monde.

## Historique

### 2007: création de l'écurie

Le logo initial de l'écurie avec le I, similaire à un 1

Spyker Cars N.V, ancien propriétaire de l'écurie Spyker F1 Team a vendu son équipe de course le 29 septembre 2007 au consortium Orange India Holdings, constitué à parts égales de Watson Ltd. (propriété de l'homme d'affaires indien Vijay Mallya), et Strongwind (propriété de la famille de Michiel Mol). Le docteur Vijay Mallya (746e fortune mondiale 2006 selon le magazine Forbes), propriétaire notamment de UB Group (fabricant d'alcools forts) et de la compagnie aérienne Kingfisher Airlines devient donc propriétaire de la nouvelle écurie avec Michiel Mol, qui a revendu ses parts de l'entreprise Spyker Cars N.V. pour investir dans la nouvelle équipe de course. L'ambassadeur de cette équipe est la star indienne Shahrukh Khan.

### 2008: première saison difficile

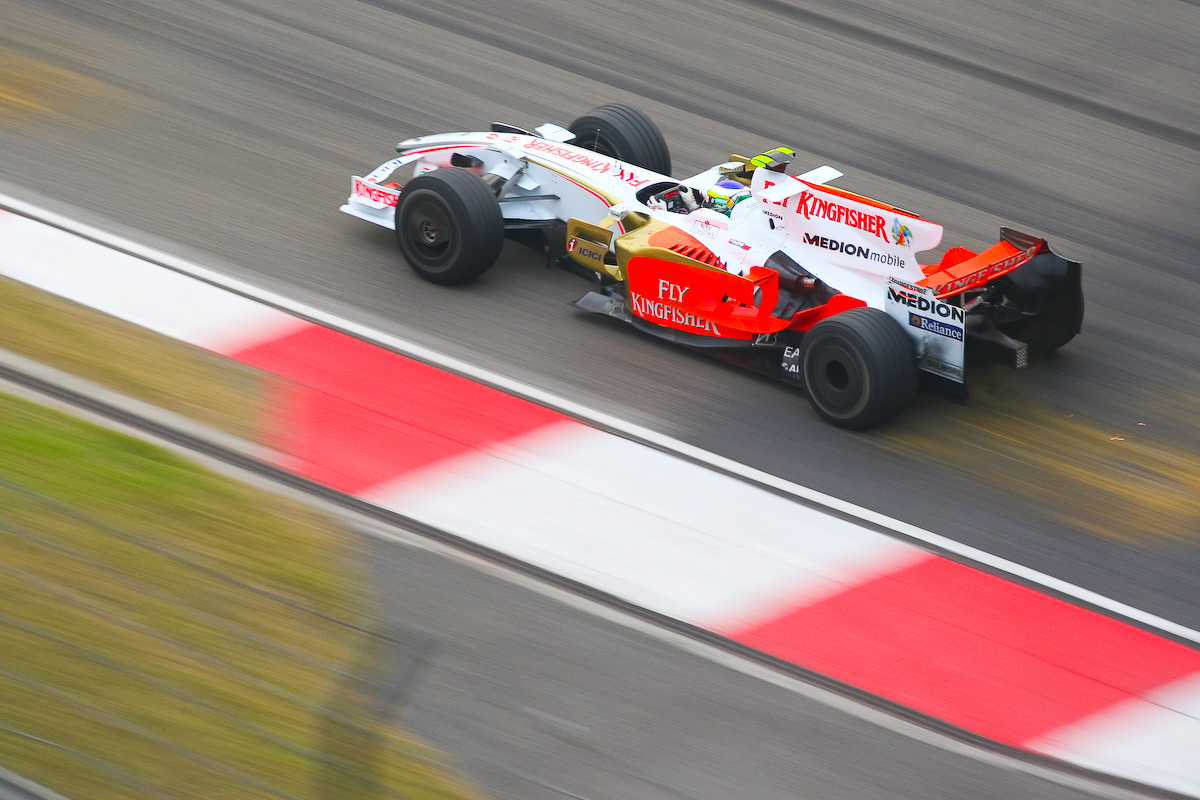
Giancarlo Fisichella sur la VJM01 au Grand Prix de Chine 2008

Après un test comparatif de trois jours l'opposant à bon nombre de pilotes tels que Ralf Schumacher ou Franck Montagny, l'écurie officialise le 10 janvier 2008 la signature de l'Italien Giancarlo Fisichella en provenance de Renault F1 Team. Pour l'épauler, l'équipe décide de conserver Adrian Sutil, auteur d'une première saison prometteuse chez Spyker F1 Team. L'Italien Vitantonio Liuzzi est choisi comme pilote-essayeur.
La première saison de Force India est très difficile puisque les deux monoplaces motorisées par Ferrari ne ramènent pas un point au terme des dix-huit courses de la saison. Le meilleur résultat est au crédit de Giancarlo Fisichella qui termine dixième du Grand Prix d'Espagne. Adrian Sutil a longtemps été en mesure d'inscrire les premiers points de son équipe au Grand Prix de Monaco mais a été percuté par Kimi Räikkönen et contraint à l'abandon, alors qu'il était quatrième à neuf tours de l'arrivée. Force India termine sa première saison à la dixième place.

### 2009: nouveau motoriste et premiers points

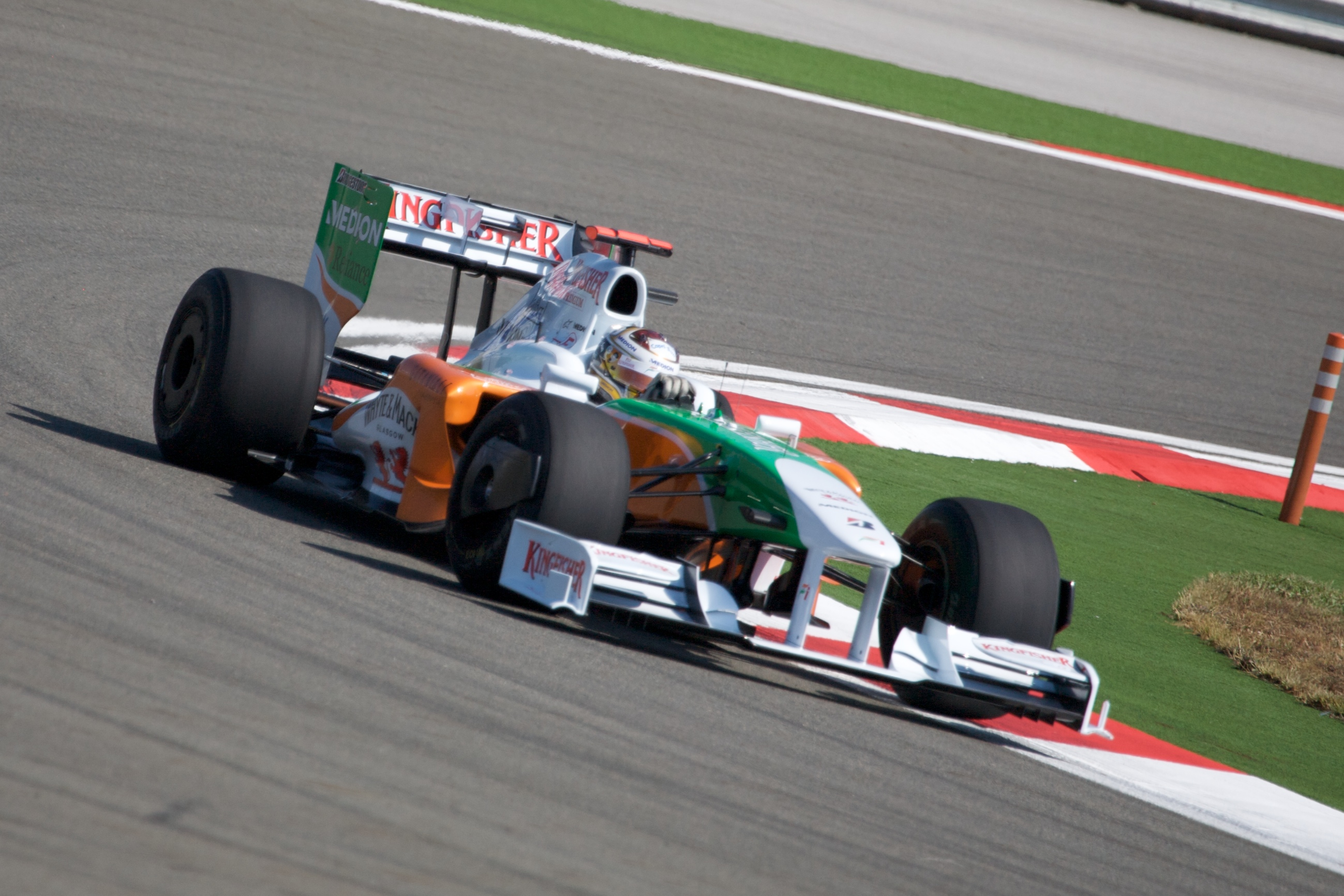
Adrian Sutil sur la VJM02 au Grand Prix de Turquie 2009

Pour la saison 2009, l'équipe rompt son contrat de motorisation avec Ferrari et signe un partenariat avec McLaren-Mercedes ; l'équipe dispose d'un moteur Mercedes et d'une boîte de vitesses en provenance de McLaren.
En Chine, Sutil pointe à la sixième place pendant deux tours avant de partir à la faute dans le rail de sécurité. Au Grand Prix d'Allemagne, il réalise le septième temps des qualifications, menant ainsi pour la première fois dans l'histoire de l'écurie la Force India en Q3. Il effectue en course plusieurs tours en deuxième position avant son arrêt ravitaillement, à la suite duquel il se retrouve aux prises avec Kimi Räikkönen. Les deux pilotes entrent en contact et l'aileron avant de la Force India est endommagé ; Sutil repasse alors par les stands et termine quinzième.
Après onze Grands Prix dans la saison, Force India n'a toujours pas inscrit de point mais, en Belgique, Giancarlo Fisichella réalise, à la surprise générale, la première pole position de son écurie pour son trentième départ. Il mène les premiers tours sous voiture de sécurité puis est dépassé par Kimi Räikkönen à la relance. Il effectue les tours restants dans le sillage de la Ferrari sans pouvoir porter d'attaque et finit deuxième, marquant ainsi les premiers points de l'écurie. À la suite de cette performance, il est contacté par la Scuderia pour remplacer le pilote titulaire Felipe Massa blessé, après l'intérim de Luca Badoer jugé peu compétitif. Fisichella quitte l'écurie dès le Grand Prix d'Italie et est remplacé par Vitantonio Liuzzi,. Au Grand Prix d'Italie, Adrian Sutil part en première ligne derrière Lewis Hamilton. Il termine quatrième du Grand Prix, ouvrant son compteur de points pour la saison 2009 ; il réalise également le premier meilleur tour de Force India. Liuzzi se qualifie septième et roule en quatrième position lorsqu'il abandonne sur un problème de boîte de vitesses. Au Brésil, Sutil se qualifie troisième mais s'accroche avec la Toyota de Jarno Trulli au premier tour, causant leurs abandons.
À l'issue d'une saison sportive satisfaisante où elle termine neuvième avec 13 points, Force India trouve une nouvelle satisfaction, financière cette fois. Etihad Airways et Aldar Properties, commanditaires de l'écurie dès l'époque Spyker F1 Team, sont condamnés à verser 4,7 millions de dollars (3,2 millions d'euros) à Force India pour rupture abusive de contrat car les deux sponsors s'étaient désengagés pour rejoindre la Scuderia Ferrari. Pour justifier son départ, Etihad Airways plaidait une incompatibilité d'association avec Kingfisher Airlines, propriété de Vijay Mallya, propriétaire de l'écurie. Malgré ce conflit d'intérêts, la haute cour de Londres a donné raison à l'écurie car l'accord signé en 2007 ne devait prendre fin qu'à l'issue de la saison.

### 2010: dans les points régulièrement

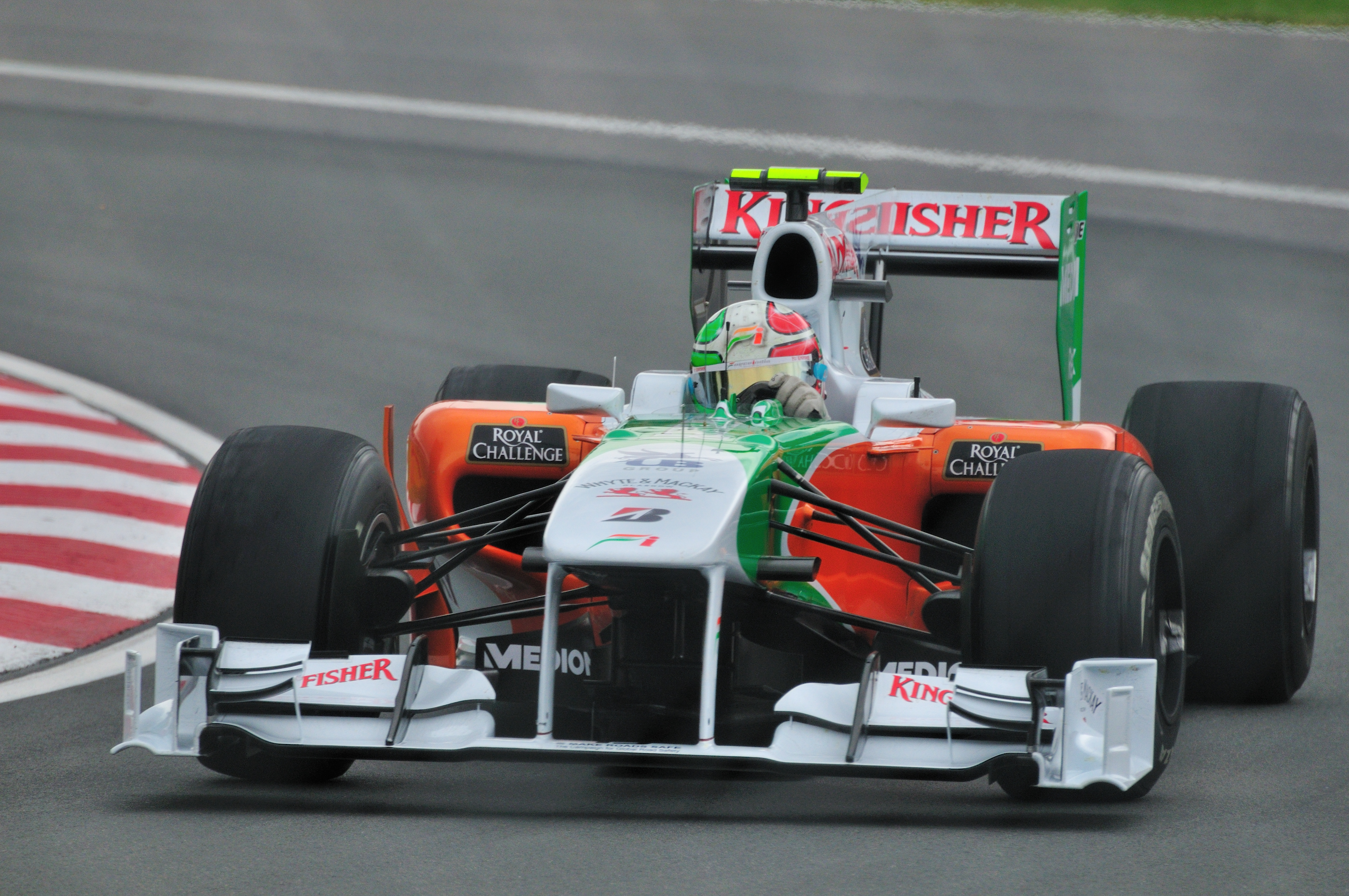
Vitantonio Liuzzi sur la VJM03 au Grand Prix du Canada 2010

En 2010, Force India conserve Adrian Sutil et Vitantonio Liuzzi. La VJM03 confirme les dernières performances de sa devancière, avec une place en Q3 pour Sutil à Bahreïn et la neuvième place de Liuzzi. L'Italien termine septième en Australie puis, en Malaisie, Sutil se qualifie quatrième et termine cinquième. L'équipe est provisoirement sixième avec 18 points, un score déjà plus élevé que sur la totalité de la saison précédente.
Le Grand Prix de Chine se solde par un score vierge puis arrive une série de six courses consécutives dans les points, avec notamment Adrian Sutil septième en Espagne et sixième en Europe. Lors de la seconde partie de saison, Force India marque cependant beaucoup moins régulièrement et seules la cinquième place de Sutil en Belgique et la sixième de Liuzzi en Corée du Sud sont des résultats convaincants. L'écurie se classe à la septième place du championnat du monde, avec 68 points, échouant à un point de Williams.
En coulisses, la situation est un peu agitée ; le mercredi 2 juin 2010, elle confirme avoir lancé une action en justice, déposée à Bologne en Italie, contre Aerolab/Fondtech, la société fondée par Mike Gascoyne et Jean-Claude Migeot ainsi que contre Lotus Racing, via sa maison mère 1Malaysia Racing Team. Force India estime que la Lotus T127, aperçue dans la soufflerie d'Aerolab à la fin de l'année 2009, est directement inspirée de la Force India VJM02. De son côté, Aerolab intente une action en justice contre Force India pour factures impayées. Le 20 août 2010, Force India est condamnée par la cour de justice de Londres à verser 1 074 730 euros plus 8 % de dommages et intérêts à Aerolab. Force India, qui envisageait de faire appel, annonce le 25 août 2010, qu'elle va payer ses dettes à Aerolab afin d'éviter une saisie de ses camions et motorhomes par la justice italienne lors du Grand Prix d'Italie le 12 septembre.

### 2011: arrivée de di Resta

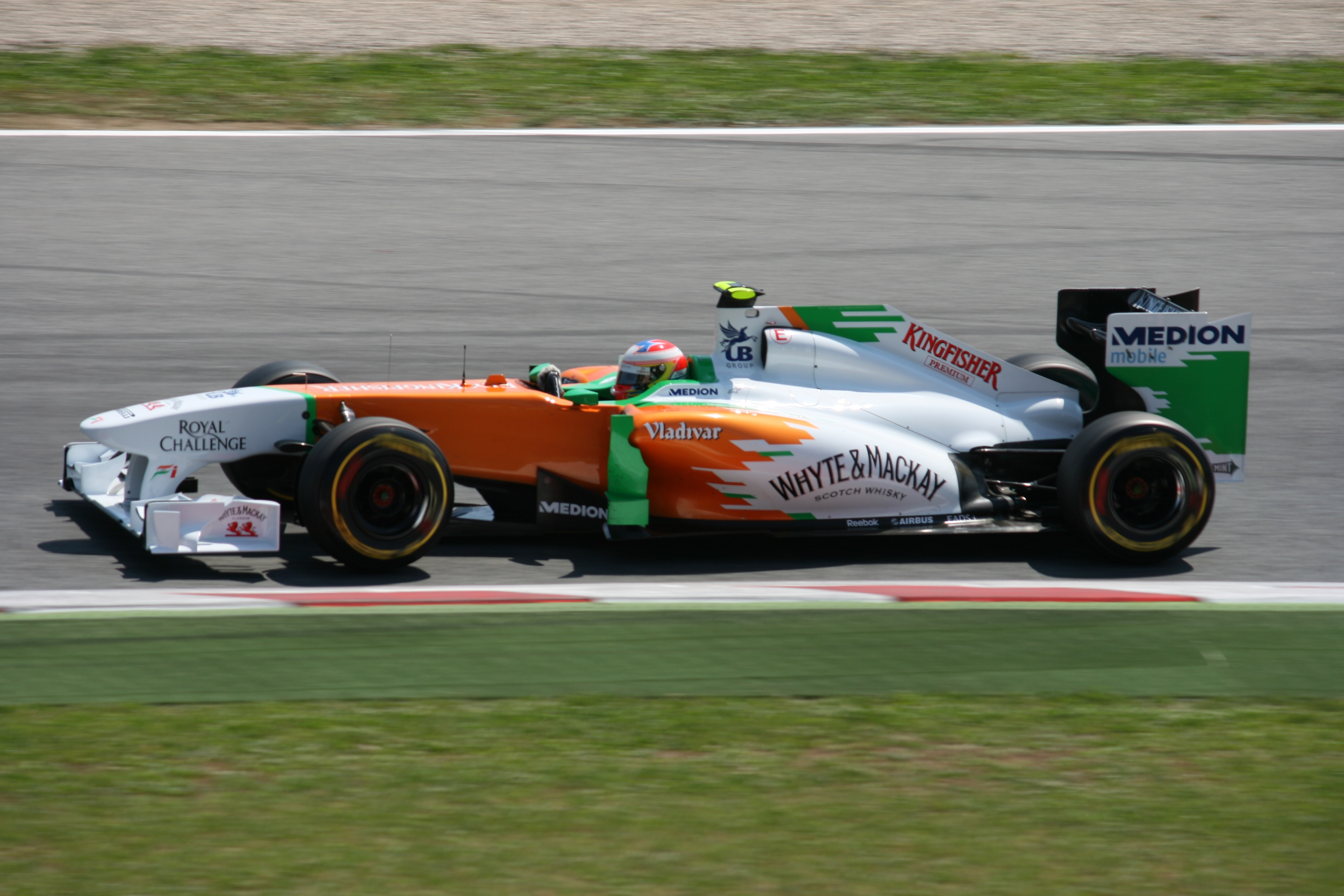
Paul di Resta lors du Grand Prix d'Espagne 2011 avec la VJM04

En 2011, Adrian Sutil a un nouveau coéquipier, l'Écossais Paul di Resta, champion DTM en titre. Le début de saison, relativement encourageant avec les neuvième et dixième places en Australie, s'avère finalement très difficile et, après cinq courses, l'équipe pointe au huitième rang avec quatre points. À Monaco, Sutil termine septième, mais l'écurie manque encore de régularité et pointe toujours au huitième rang après le Grand Prix de Grande-Bretagne, neuvième épreuve de la saison, où Di Resta réalise tout de même le sixième temps en qualifications.
À partir du Grand Prix d'Allemagne, les performances s'améliorent ; Sutil est sixième en Allemagne et Di Resta septième en Hongrie et Belgique, huitième en Italie ; à Singapour, Di Resta est sixième et Sutil huitième. Ces bons résultats propulsent l'écurie à la sixième place. Sutil termine plus tard huitième à Abou Dabi puis sixième au Brésil, où Di Resta termine huitième.
Force India se classe sixième, son meilleur classement en Formule 1, avec 69 points, derrière Lotus Renault GP (73 unités).

### 2012: départ de Sutil et arrivée d'Hülkenberg

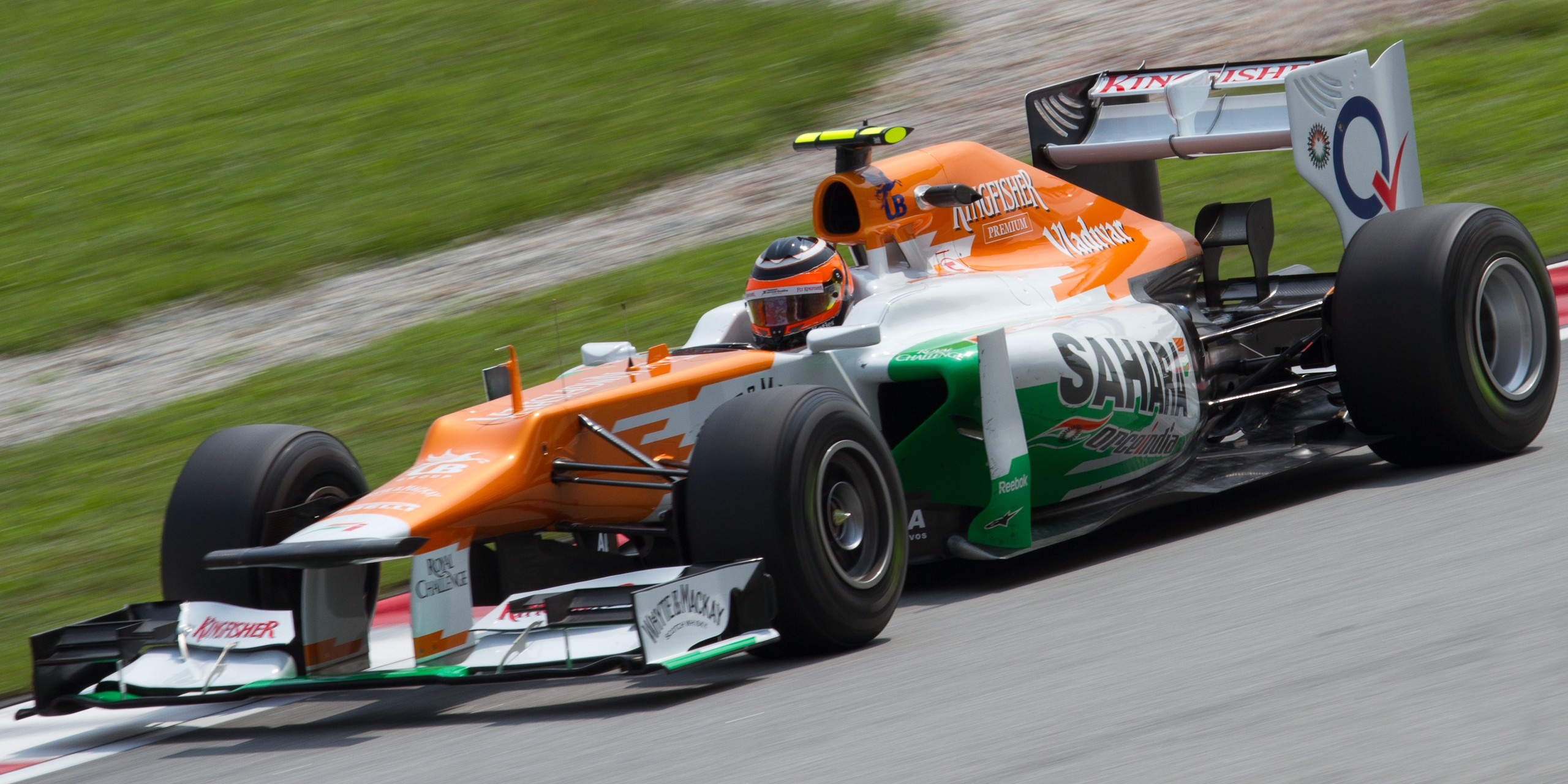
Nico Hülkenberg sur la Force India VJM05 au Grand Prix de Malaisie 2012

Le 16 décembre 2011, Force India annonce la titularisation, aux côtés de Paul di Resta, de Nico Hülkenberg qui était troisième pilote et pilote Williams F1 Team en 2010. Le 3 février 2012, l'écurie dévoile sa VJM05. Respectant le règlement technique 2012, elle présente un nez en gavial similaire aux Caterham CT01 et Ferrari F2012. Le museau a ainsi une marche significative au niveau des roues avant pour satisfaire une hauteur limite maximale passée de 625 mm à 550 mm par rapport au plan de référence.
Le début de saison de l'écurie est contrasté : parfois la VJM05 évolue aux côtés des Toro Rosso et en deçà des performances des Sauber mais Paul di Resta parvient à terminer septième en Malaisie, sixième à Bahreïn, qu'il mène durant un tour à la faveur des arrêts au stand, et septième à Monaco, devant Hülkenberg. L'Allemand effectue un retour assez difficile, souvent dominé par Paul di Resta en début de championnat, mais termine cinquième en Europe quand Di Resta est septième. Après le Grand Prix de Hongrie, onzième manche de la saison, Force India est huitième avec 46 points.
La seconde partie de saison s'avère meilleure puisque Hülkenberg, en Belgique, puis Di Resta, à Singapour, finissent quatrièmes ; Hülkenberg réalise même le meilleur tour en course, le premier de l'écurie depuis le Grand Prix d'Italie 2009. Les résultats s'améliorent jusqu'à la fin de saison, les pilotes ne quittant plus la zone des points. Lors du dernier Grand Prix, au Brésil, Hülkenberg mène l'épreuve pendant trente tours au volant d'une monoplace performante dans des conditions changeantes ; à dix-sept tours de l'arrivée, il est deuxième derrière Lewis Hamilton mais une tentative manifestement trop optimiste sur l'Anglais le fait partir à la faute et percuter la McLaren, qui abandonne. Il écope d'un drive-through et se classe cinquième.
Avec 109 points, Force India termine septième du championnat du monde.

### 2013: départ d'Hülkenberg et retour de Sutil

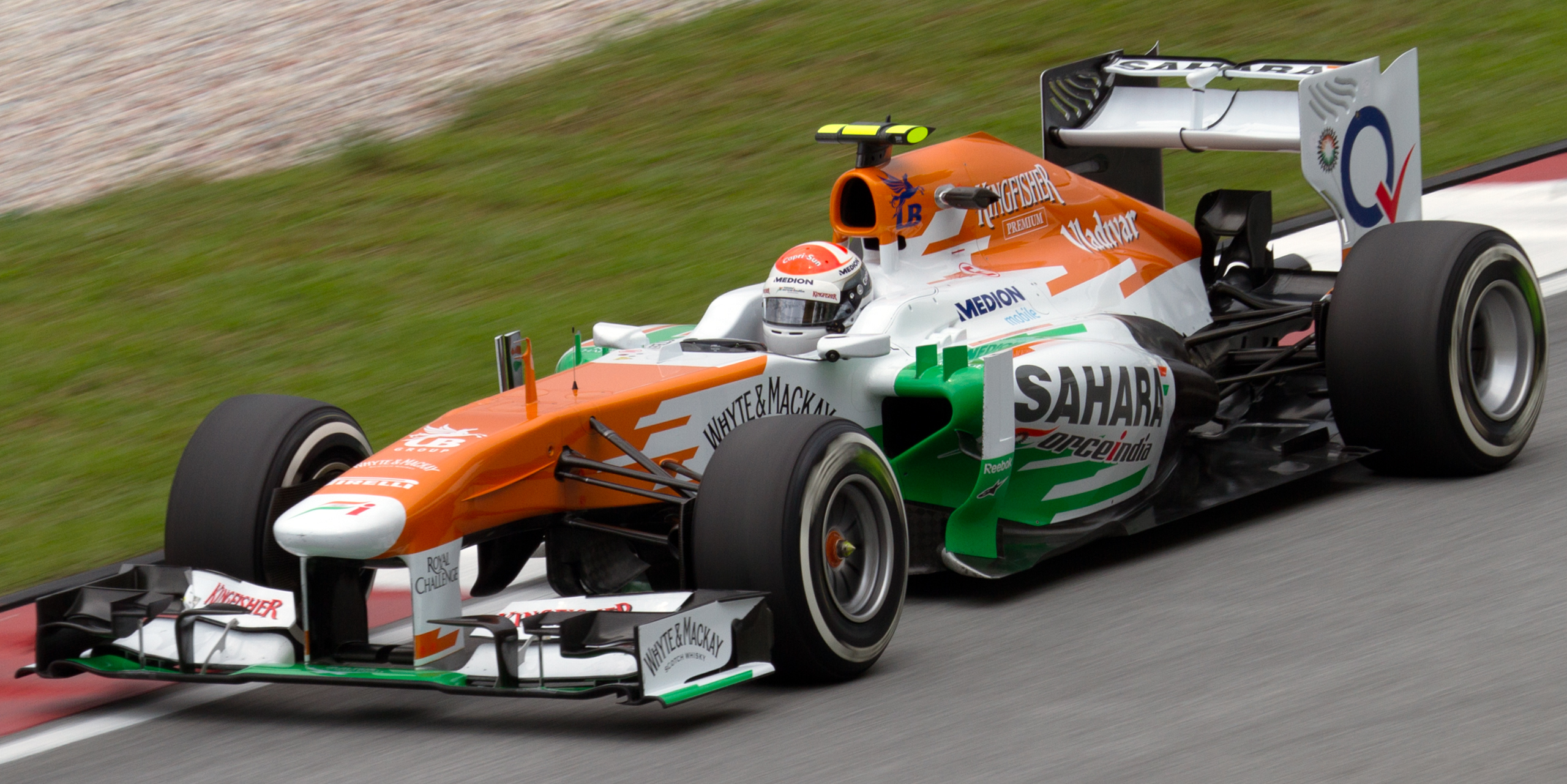
Adrian Sutil sur la Force India VJM06 au Grand Prix de Malaisie 2013

Nico Hülkenberg parti chez Sauber, Adrian Sutil fait son retour dans l'écurie après un an sans volant en Formule 1. Lors de la manche inaugurale, en Australie, au volant d'une VJM06 performante, il mène pendant onze tours et termine septième devant son coéquipier, classant ainsi l'écurie à la cinquième place provisoire. À cause de problèmes d'écrous de roues en Malaisie, les deux pilotes abandonnent, cela marque la fin d'une série de dix Grands Prix consécutifs dans les points.
Lors du troisième Grand Prix, en Chine, Sutil abandonne après avoir été percuté par Esteban Gutiérrez tandis que Paul di Resta entame une série de six courses consécutives dans les points (avec notamment une quatrième place à Bahreïn, où il mène temporairement comme en 2012, et une septième en Espagne et au Canada), à laquelle participe Adrian Sutil, cinquième à Monaco, dixième au Canada et septième en Grande-Bretagne. Cela donne à Force India une solide cinquième place provisoire avec 59 points, soit 22 de plus que McLaren.
Toutefois, à la suite des changements de configuration des pneus à partir du Grand Prix d'Allemagne, les Force India marquent le pas et ne sont plus à même de marquer des points,,. 
Sutil inscrit quelques points en terminant neuvième en Belgique et dixième à Singapour alors que son Di Resta abandonne à chaque fois sur accrochage ou sortie de piste. En Inde, les deux pilotes entrent de conserve dans les points (huitième et neuvième). Ils récidivent la course suivante, à Abou Dabi en se classant sixième et dixième. Les pilotes ne marquent pas lors des deux dernières courses, et Force India termine sixième du championnat avec 77 points. Elle gagne un rang, aux dépens de Sauber, bien qu'elle ait inscrit beaucoup moins de points que la saison précédente.

### 2014: retour d'Hülkenberg et recrutement de Pérez

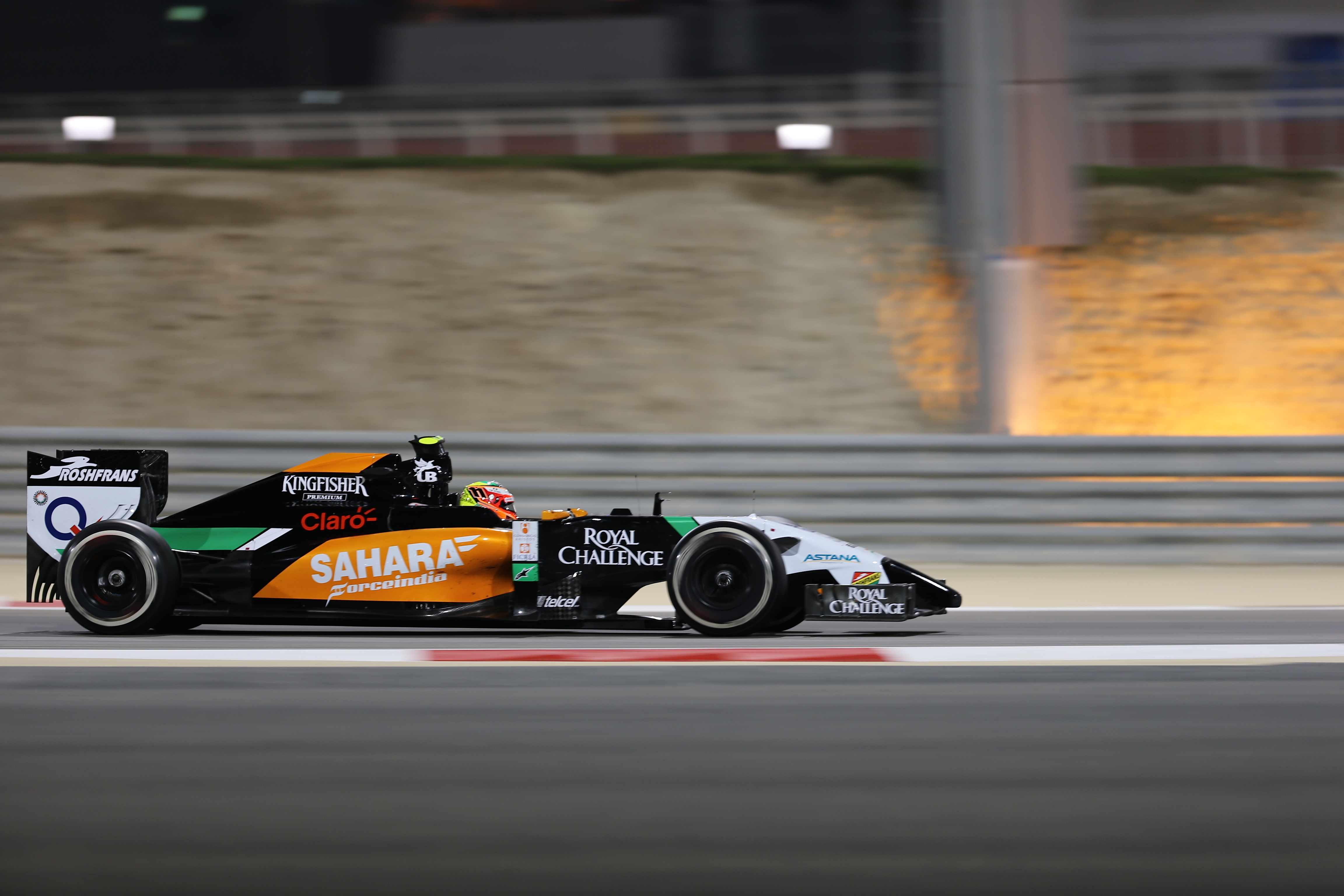
Sergio Pérez au Grand Prix de Bahreïn 2014 avec la Force India VJM07

Après une année difficile chez Sauber, Nico Hülkenberg retourne chez Force India disputer la saison 2014, aux côtés de Sergio Pérez, remplacé par Kevin Magnussen chez McLaren Racing. Il retrouve rapidement ses marques au volant d'une Force India VJM07 équipée du moteur V6 turbo Mercedes, le meilleur du plateau. Il termine sixième en Australie et cinquième en Malaisie, où Pérez est forfait à cause d'un problème de boîte de vitesses, et à Bahreïn, où Pérez obtient le premier podium de Force India depuis le Grand Prix de Belgique 2009 en terminant derrière les Mercedes de Lewis Hamilton et Nico Rosberg. 
Les pilotes terminent sixième et neuvième en Chine puis neuvième et dixième en Espagne. Hülkenberg termine les Grands Prix de Monaco et du Canada à la cinquième position quand Pérez abandonne, sur un accrochage avec Jenson Button lors du premier tour à Monaco, puis après un autre accrochage avec Felipe Massa dans les derniers tours au Canada alors qu'ils se battaient pour la quatrième place.
En Autriche, Pérez mène durant onze tours en profitant des arrêts au stand et réalise le premier meilleur tour de l'équipe depuis le Grand Prix de Singapour 2012 ; il termine sixième quand Hülkenberg est neuvième. L'Allemand termine huitième à Silverstone et septième à Hockenheim. Le Grand Prix de Hongrie se solde par un double abandon : Hülkenberg après un accrochage avec son coéquipier après une tentative de dépassement et Pérez parti à la faute à la sortie du dernier virage quelques tours plus tard. Après la fin d'une série de dix Grands Prix dans les points, l'écurie entame la trêve estivale à la cinquième place du championnat avec 98 points, sa meilleure première partie de saison depuis ses débuts.
À la reprise, l'écurie ne fait pas mieux que la sixième place d'Hülkenberg à Abou Dabi ; l'Allemand mène toutefois cinq tours du Grand Prix précédent. Force India termine à la sixième place du championnat avec 155 points, inscrivant des points à 17 reprises en 19 courses, un podium et un meilleur tour, sa meilleure saison en Formule 1.
Le 19 octobre 2014, Nico Hülkenberg est prolongé pour la saison 2015 ; deux semaines après, Force India fait de même avec Sergio Pérez qui déclare que les négociations de son contrat étaient en cours pour une nouvelle prolongation de contrat. Un accord portant sur deux ans est confirmé au Grand Prix d'Abou Dabi.

### 2015: confirmation

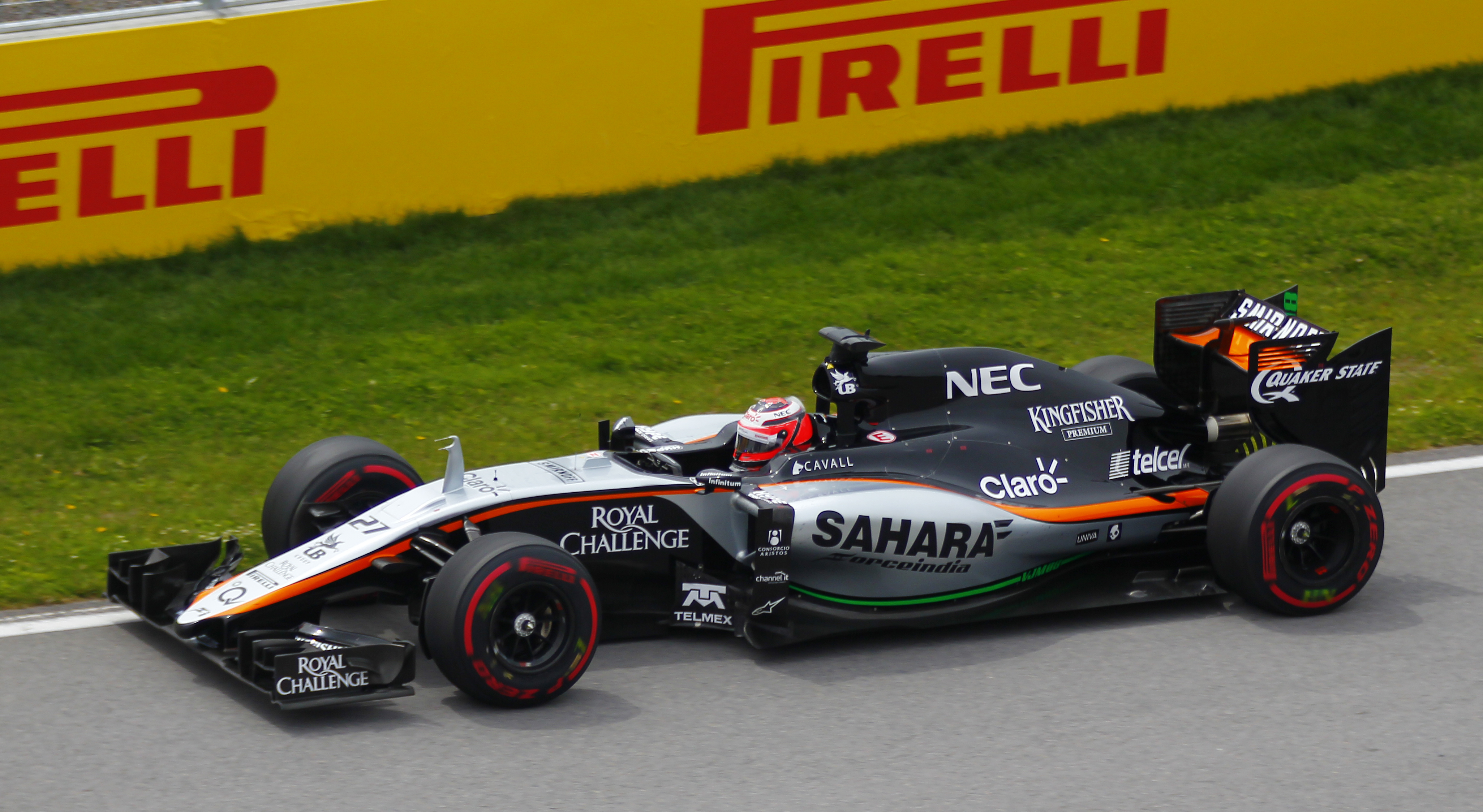
Nico Hülkenberg au Grand Prix du Canada 2015

Force India manque le premier test de pré-saison à Jerez, en raison d'un revers inexpliqué dans le développement de la Force India VJM08. Force India était, selon le correspondant allemand Ralf Bach, « confronté à un effondrement financier ». Les retards étaient dus au fait que les fournisseurs de pièces importants n'ont pas été payés. Robert Fernley, directeur adjoint de l'équipe, admet plus tard que si l'équipe allait manquer les trois tests de pré-saison, ils utiliseraient la voiture de 2014 pour faire du travail de laboratoire. Cependant, la monoplace 2015 prend la piste aux mains d'Hülkenberg lors de la deuxième et de la dernière journée à Barcelone. La monoplace, une évolution de celle de l'année dernière, est fiable. 
La saison commence avec la septième place d'Hülkenberg et la dixième de Pérez au Grand Prix d'Australie. L'équipe ne marque plus avant le Grand Prix automobile de Bahreïn 2015 et la huitième place de Pérez, avant un autre score vierge en Espagne qui classe l'équipe à la huitième place avec onze points. Pérez est septième à Monaco et Hülkenberg sixième en Autriche. Au Grand Prix de Grande-Bretagne, l'équipe présente une version B largement modifiée de sa monoplace qui permet à Hülkenberg de terminer septième. Le Grand Prix de Hongrie se solde par un double abandon (perte soudaine de son aileron avant pour Hülkenberg et problème de freins pour Pérez). L'écurie entame la pause estivale à la cinquième place avec 39 points, moins que la saison précédente.
Hülkenberg ne prend pas le départ du Grand Prix de Belgique à cause d'un problème de puissance tandis que Pérez, qualifié quatrième, est presque à la hauteur du leader de la course au premier tour ; il finit cinquième et poursuit en terminant sixième à Monza et septième à Singapour, où Hülkenberg s'accroche avec Felipe Massa. L'Allemand termine sixième au Japon. Au Grand Prix de Russie, Pérez termine troisième et obtient le premier podium depuis le Grand Prix de Bahreïn 2014. Il termine ensuite cinquième aux États-Unis.
Au Grand Prix du Mexique, première épreuve à domicile pour Pérez, Hülkenberg et lui terminent sixième et huitième. L'Allemand se classe sixième du Brésil puis, à Abou Dabi, la meilleure course de la saison pour l'écurie, Pérez termine cinquième et Hülkenberg septième.
Force India progresse d'une position au championnat des constructeurs avec la cinquième place, son meilleur classement, mais a inscrit 136 points contre 155 de la saison précédente. Elle n'a pas couvert un seul tour en tête, une première depuis 2011.
Parallèlement à cela, en septembre, Force India dépose une plainte officielle auprès de l'Union européenne contre la Formule 1, jugeant la répartition des revenus commerciaux injuste et illégale.

### 2016: meilleure saison de l'écurie

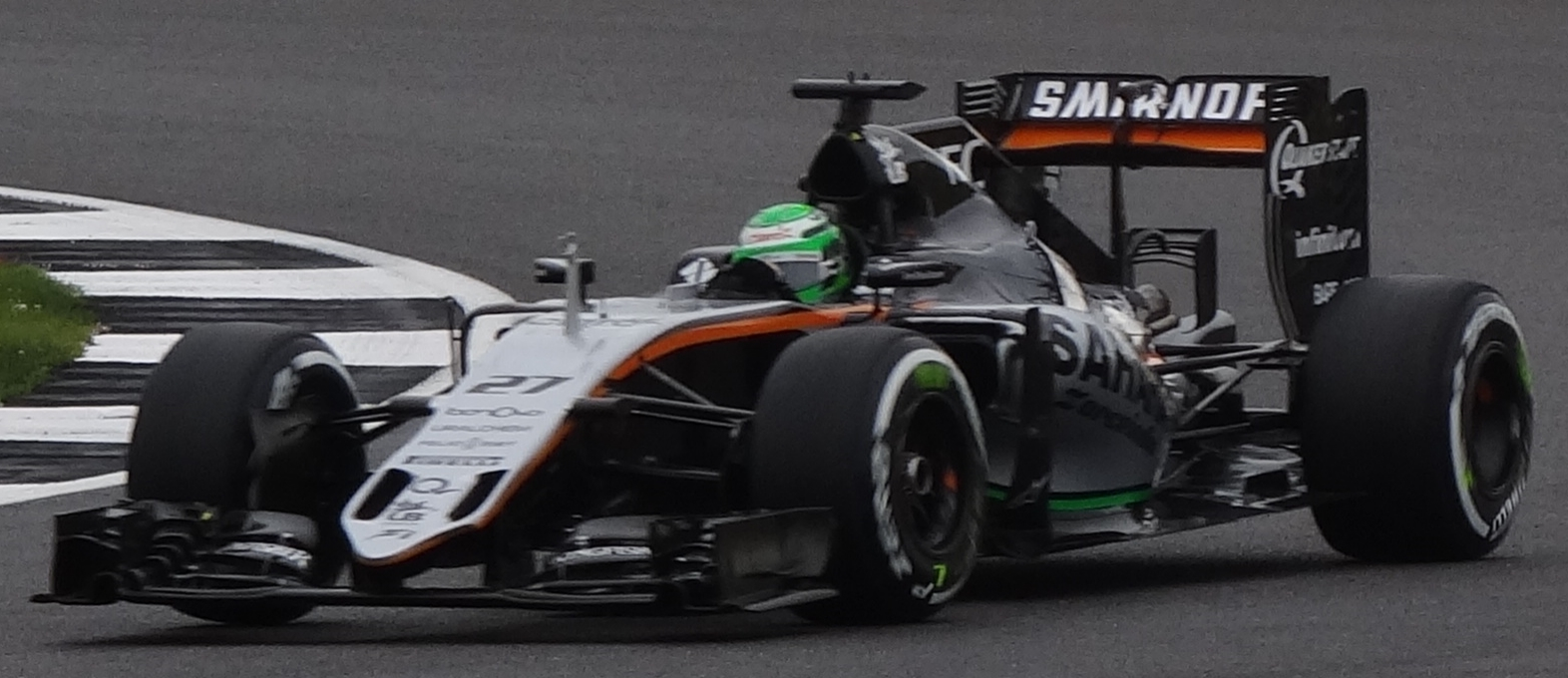
Nico Hülkenberg avec la Force India VJM09 au Grand Prix de Grande-Bretagne 2016

En 2016, Force India conserve Nico Hülkenberg et Sergio Pérez, pour une troisième saison consécutive. Pérez ne marque pas lors des trois premiers Grands Prix de la saison tandis qu'Hülkenberg termine septième de la manche inaugurale, en Australie. Le score vierge de Bahreïn met fin à une série de dix Grands Prix consécutifs dans les points de l'équipe. Hülkenberg réalise toutefois le meilleur tour en Chine, le premier de l'équipe depuis le Grand Prix d'Autriche 2014.
Le Mexicain ouvre son compteur avec la neuvième place en Russie puis termine septième en Espagne tandis que Hülkenberg n'est pas dans les points ; il enchaîne avec un podium au Grand Prix de Monaco, troisième, quand Hülkenberg est sixième, et obtient un nouveau podium, au Grand Prix d'Europe à Bakou, où il termine à nouveau troisième ; deuxième des qualifications, il a dû changer sa boîte de vitesses et a été pénalisé de cinq places. En Autriche, Hülkenberg réalise le troisième temps mais s'élance en première ligne aux côtés de Lewis Hamilton, profitant de la pénalité infligée à Nico Rosberg. Dans les derniers tours, l'Allemand abandonne sur un problème de freins, de même que Pérez part à la faute. Après neuf Grand Prix, Force India est cinquième avec 59 points, à 33 longueurs de Williams.
Les voitures terminent sixième et septième en Grande-Bretagne puis quatrième et cinquième en Belgique ; pour la première fois depuis le Grand Prix de Bahreïn 2014 les deux pilotes terminent dans le Top 5.
L'écurie et Sergio Pérez ne quittent plus les points jusqu'à la fin de la saison, le Mexicain terminant sixième en Malaisie, septième au Japon et quatrième au Brésil. Nico Hülkenberg abandonne dès le premier tour à Singapour mais termine septième des trois dernières épreuves.
Avec 173 points, l'équipe prend la quatrième place du championnat, son meilleur résultat depuis ses débuts, et devance Williams de 35 points.

### 2017: Ocon remplace Hülkenberg

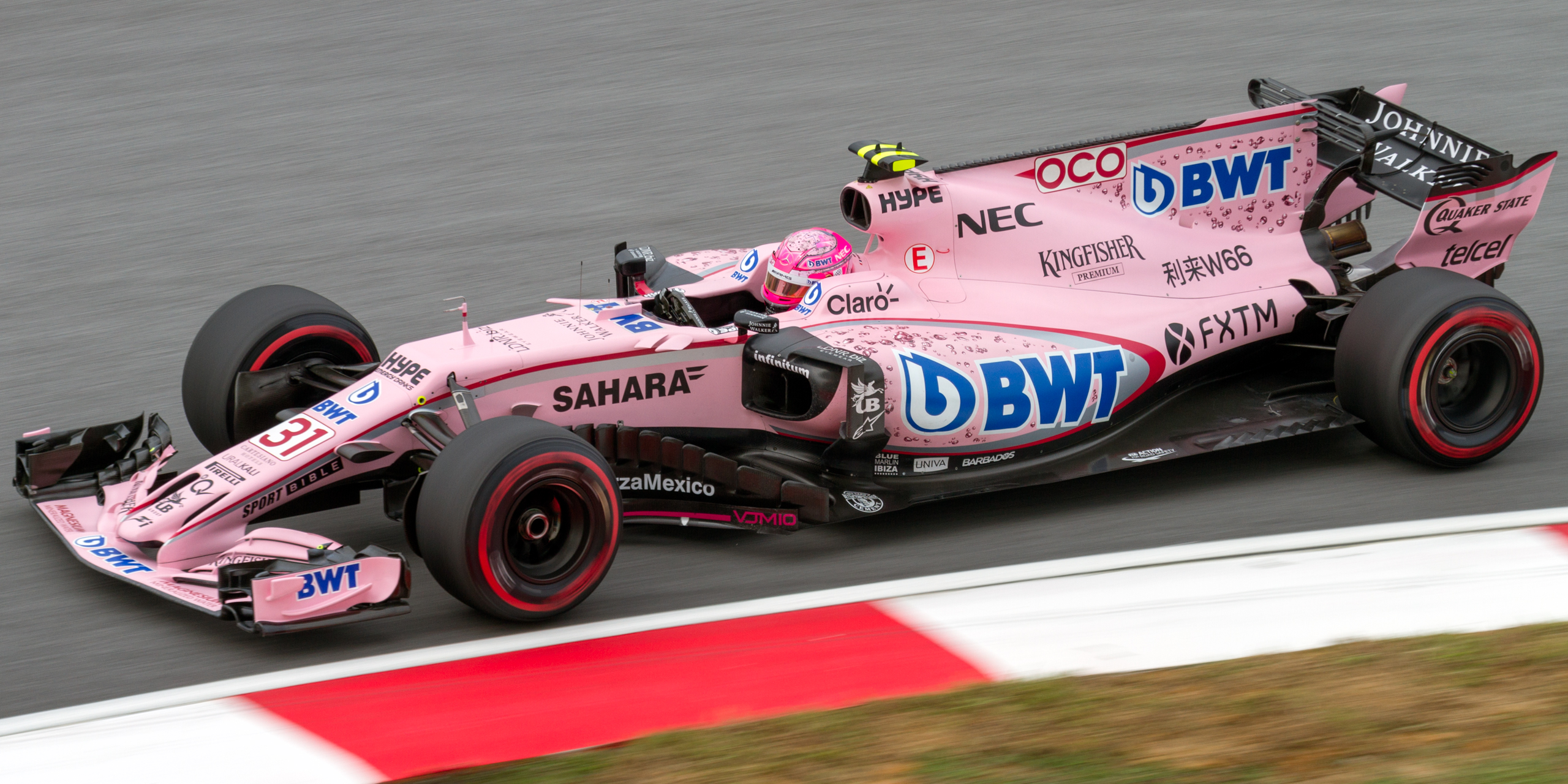
Esteban Ocon lors des essais libres du Grand Prix de Malaisie 2017 avec la Force India VJM10

En 2017, Nico Hülkenberg rejoint Renault F1 Team et est remplacé par le Français Esteban Ocon, en provenance de Manor Racing,. La VJM10, présentée en livrée grise, vire au rose avec l'accord de parrainage avec BWT.
Pérez, toujours devant son coéquipier, et Ocon terminent les cinq premières courses de la saison dans les points, notamment en Russie, où Pérez est sixième et Ocon septième, et en Espagne, où Pérez est quatrième devant Ocon. Cette série de points se termine au Grand Prix de Monaco où Ocon est douzième devant Pérez qui réalise toutefois le premier meilleur tour de l'écurie depuis le Grand Prix de Chine 2016. Ce score vierge met fin à la série record de dix-sept Grands Prix consécutifs dans les points pour l'écurie.
En fin de course au Canada, Pérez et Ocon sont dans le sillage, et plus rapides, que Daniel Ricciardo, troisième. Ocon demande à son équipe l'autorisation de passer Pérez ; celui-ci refuse, ce qui permet à Ricciardo de se mettre à l'abri d'une éventuelle attaque. Les Force India sont ensuite dépassées par Sebastian Vettel et terminent cinquième et sixième ; la tension entre les deux équipiers monte encore d'un cran au Grand Prix d'Azerbaïdjan où ils s'accrochent ; Pérez endommage sa suspension, perd son aileron et abandonne tandis qu'Ocon termine sixième malgré une crevaison alors qu'un podium pouvait être envisagé. Au Grand Prix de Belgique, les deux coéquipiers se touchent lors du premier tour puis, plus tard, s'accrochent ; Ocon termine neuvième tandis que Pérez abandonne à nouveau. L'écurie donne dès lors des consignes d'équipe jusqu'à la fin de la saison.
À Monza, Ocon, cinquième des qualifications, profite des pénalités de Daniel Ricciardo et Max Verstappen pour s'élancer troisième ; il termine sixième quand Pérez est neuvième. La situation s'inverse à Singapour et en Malaisie où le Mexicain termine cinquième et sixième quand le Français arrive dixième. Au Brésil, Ocon abandonne dès le premier tour après un accrochage avec Romain Grosjean tandis que Pérez termine neuvième. À Abou Dabi, Pérez se classe septième, juste devant Ocon.
Force India obtient la quatrième place du championnat des constructeurs pour la deuxième saison consécutive, avec 187 points, son meilleur résultat malgré une première saison sans podium depuis 2013. Elle a inscrit des points à 19 reprises en 20 Grands Prix et n'a connu que trois abandons, le deuxième plus faible score derrière Mercedes.

### 2018: rachat des actifs par Lawrence Stroll et disparition de l'écurie
Force India Formula One Team Limited, la maison mère de l'écurie Force India basée à Silverstone, est placée en redressement judiciaire le 27 juillet 2018. Fondée et codétenue par l'homme d'affaires indien Vijay Mallya qui a fait sa fortune dans les spiritueux et la bière, les finances de l'entreprise sont devenues désormais très critiques alors que, parallèlement, Mallya doit s'opposer à une extradition vers l'Inde où il serait inculpé pour blanchiment d'argent et fraude. 
Le 7 août 2018, les administrateurs de l'écurie acceptent l'offre de rachat émanant du consortium emmené par le multimilliardaire canadien Lawrence Stroll, l'entrepreneur canadien André Desmarais, l'homme d’affaires monégasque Jonathan Dudman, John Idol, l'homme d'affaires américain John McCaw Jr, Michael de Picciotto et Silas Chou. Otmar Szafnauer, le responsable des opérations de Force India était en faveur d'une reprise par Stroll. Les créanciers de Force India, dont le pilote Sergio Pérez et le motoriste Mercedes, sont assurés de recevoir la totalité de leur argent tandis que les 405 emplois de l'usine de Silverstone sont sauvés,. 
Szafnauer déclare : « Ce dénouement permet d'assurer la présence de Force India en Formule 1 et va nous permettre d'évoluer à notre plein potentiel. Je suis ravi que nous puissions bénéficier du soutien d'investisseurs qui croient en notre équipe et sont conscients du potentiel de Force India aussi bien à court qu'à moyen terme. J'aimerais remercier Vijay Mallya et la famille Mol pour tout leur soutien et avoir emmené l’équipe le plus loin possible. » Peu après, Bob Fernley, le directeur adjoint de l’équipe est licencié et Otmar Szafnauer, jusqu'alors directeur des opérations en piste, promu directeur sportif tandis qu'Andy Green garde le poste de directeur technique.
La veille du Grand Prix de Belgique, l'écurie est plongée dans un imbriglio juridico-sportif, la vente n'étant pas juridiquement bouclée. Si le consortium mené par Lawrence Stroll est propriétaire du matériel et des voitures, la cession de la structure juridique, nécessaire pour s'aligner en course, n'est pas encore effective car le consentement de treize banques indiennes créancières n'a pas encore été confirmé ; l'écurie pourrait se voir refuser de participer au Grand Prix. 
Le soir même, la FIA donne son accord pour l'engagement, par Lawrence Stroll, d'une nouvelle équipe dénommée Racing Point Force India Formula One Team, l'écurie Force India étant exclue de la saison 2018 avec effet immédiat et perdant la totalité de ses points au championnat constructeurs (elle en avait alors 59). Szafnauer précise que la nouvelle structure conservera les primes accumulées sous son ancienne identité, grâce à un accord donné par l'ensemble des autres équipes au terme d'un débat qui a duré plusieurs jours, McLaren et Williams tardant à donner leur feu vert. Au Grand Prix de Belgique, l'écurie Racing Point Force India marque ses 18 premiers points, prenant immédiatement l'avant-dernière place du championnat.

## Résultats en championnat du monde de Formule 1
| Saison | Écurie                     | Châssis           | Moteur            | Pneus       | Pilotes                                             | Grands Prix disputés | Points inscrits | Classement |
| ------ | -------------------------- | ----------------- | ----------------- | ----------- | --------------------------------------------------- | -------------------- | --------------- | ---------- |
| 2008   | Force India F1 Team        | Force India VJM01 | Ferrari V8        | Bridgestone | Giancarlo Fisichella Adrian Sutil                   | 18                   | 0               | 10e        |
| 2009   | Force India F1 Team        | Force India VJM02 | Mercedes V8       | Bridgestone | Giancarlo Fisichella Adrian Sutil Vitantonio Liuzzi | 17                   | 13              | 9e         |
| 2010   | Force India F1 Team        | Force India VJM03 | Mercedes V8       | Bridgestone | Adrian Sutil Vitantonio Liuzzi                      | 19                   | 68              | 7e         |
| 2011   | Force India F1 Team        | Force India VJM04 | Mercedes V8       | Pirelli     | Adrian Sutil Paul di Resta                          | 19                   | 69              | 6e         |
| 2012   | Sahara Force India F1 Team | Force India VJM05 | Mercedes V8       | Pirelli     | Paul di Resta Nico Hülkenberg                       | 20                   | 109             | 7e         |
| 2013   | Sahara Force India F1 Team | Force India VJM06 | Mercedes V8       | Pirelli     | Paul di Resta Adrian Sutil                          | 19                   | 77              | 6e         |
| 2014   | Sahara Force India F1 Team | Force India VJM07 | Mercedes V6 turbo | Pirelli     | Nico Hülkenberg Sergio Pérez                        | 19                   | 155             | 6e         |
| 2015   | Sahara Force India F1 Team | Force India VJM08 | Mercedes V6 turbo | Pirelli     | Nico Hülkenberg Sergio Pérez                        | 19                   | 136             | 5e         |
| 2016   | Sahara Force India F1 Team | Force India VJM09 | Mercedes V6 turbo | Pirelli     | Nico Hülkenberg Sergio Pérez                        | 21                   | 173             | 4e         |
| 2017   | Sahara Force India F1 Team | Force India VJM10 | Mercedes V6 turbo | Pirelli     | Sergio Pérez Esteban Ocon                           | 20                   | 187             | 4e         |
| 2018   | Sahara Force India F1 Team | Force India VJM11 | Mercedes V6 turbo | Pirelli     | Sergio Pérez Esteban Ocon                           | 12                   | 59              | exclue     |

| Saison        | Écurie                     | Châssis | Moteur                               | Pneus | Pilotes              | Courses | Courses | Courses | Courses | Courses | Courses | Courses | Courses | Courses | Courses | Courses | Courses | Courses | Courses | Courses | Courses | Courses | Courses | Courses | Courses | Courses | Points inscrits | Classement |
| Saison        | Écurie                     | Châssis | Moteur                               | Pneus | Pilotes              | 1       | 2       | 3       | 4       | 5       | 6       | 7       | 8       | 9       | 10      | 11      | 12      | 13      | 14      | 15      | 16      | 17      | 18      | 19      | 20      | 21      | Points inscrits | Classement |
| ------------- | -------------------------- | ------- | ------------------------------------ | ----- | -------------------- | ------- | ------- | ------- | ------- | ------- | ------- | ------- | ------- | ------- | ------- | ------- | ------- | ------- | ------- | ------- | ------- | ------- | ------- | ------- | ------- | ------- | --------------- | ---------- |
| 2008          | Force India F1 Team        | VJM01   | Ferrari V8 056 2.4                   | B     |                      | AUS     | MAL     | BAH     | ESP     | TUR     | MON     | CAN     | FRA     | GBR     | ALL     | HON     | EUR     | BEL     | ITA     | SIN     | JAP     | CHI     | BRÉ     |         |         |         | 0               | 10e        |
| 2008          | Force India F1 Team        | VJM01   | Ferrari V8 056 2.4                   | B     | Adrian Sutil         | Abd     | Abd     | 19e     | Abd     | 16e     | Abd     | Abd     | 19e     | Abd     | 16e     | Abd     | Abd     | 13e     | 19e     | Abd     | Abd     | Abd     | 16e     |         |         |         | 0               | 10e        |
| 2008          | Force India F1 Team        | VJM01   | Ferrari V8 056 2.4                   | B     | Giancarlo Fisichella | Abd     | 12e     | 12e     | 10e     | Abd     | Abd     | Abd     | 18e     | Abd     | 14e     | 15e     | 14e     | 17e     | Abd     | 14e     | Abd     | 17e     | 18e     |         |         |         | 0               | 10e        |
| 2009          | Force India F1 Team        | VJM02   | Mercedes V8 FO 108W 2.4              | B     |                      | AUS     | MAL     | CHI     | BAH     | ESP     | MON     | TUR     | GBR     | ALL     | HON     | EUR     | BEL     | ITA     | SGP     | JAP     | BRÉ     | ABU     |         |         |         |         | 13              | 9e         |
| 2009          | Force India F1 Team        | VJM02   | Mercedes V8 FO 108W 2.4              | B     | Adrian Sutil         | 9e      | 17e     | 17e*    | 16e     | Abd     | 14e     | 17e     | 17e     | 15e     | Abd     | 10e     | 11e     | 4e      | Abd     | 13e     | Abd     | 17e     |         |         |         |         | 13              | 9e         |
| 2009          | Force India F1 Team        | VJM02   | Mercedes V8 FO 108W 2.4              | B     | Giancarlo Fisichella | 11e     | 18e     | 14e     | 15e     | 14e     | 9e      | Abd     | 10e     | 11e     | 14e     | 12e     | 2e      |         |         |         |         |         |         |         |         |         | 13              | 9e         |
| 2009          | Force India F1 Team        | VJM02   | Mercedes V8 FO 108W 2.4              | B     | Vitantonio Liuzzi    |         |         |         |         |         |         |         |         |         |         |         |         | Abd     | 14e     | 14e     | 11e     | 15e     |         |         |         |         | 13              | 9e         |
| 2010          | Force India F1 Team        | VJM03   | Mercedes V8 FO 108X 2.4              | B     |                      | BAH     | AUS     | MAL     | CHI     | ESP     | MON     | TUR     | CAN     | EUR     | GBR     | ALL     | HON     | BEL     | ITA     | SIN     | JAP     | COR     | BRÉ     | ABU     |         |         | 68              | 7e         |
| 2010          | Force India F1 Team        | VJM03   | Mercedes V8 FO 108X 2.4              | B     | Adrian Sutil         | 12e     | Abd     | 5e      | 11e     | 7e      | 8e      | 9e      | 10e     | 6e      | 8e      | 17e     | Abd     | 5e      | 16e     | 9e      | Abd     | Abd     | 12e     | 13e     |         |         | 68              | 7e         |
| 2010          | Force India F1 Team        | VJM03   | Mercedes V8 FO 108X 2.4              | B     | Vitantonio Liuzzi    | 9e      | 7e      | Abd     | Abd     | 15e*    | 9e      | 13e     | 9e      | 16e     | 11e     | 16e     | 13e     | 10e     | 12e     | Abd     | Abd     | 6e      | Abd     | Abd     |         |         | 68              | 7e         |
| 2011          | Force India F1 Team        | VJM04   | Mercedes V8 FO 108Y 2.4              | P     |                      | AUS     | MAL     | CHI     | TUR     | ESP     | MON     | CAN     | EUR     | GBR     | ALL     | HON     | BEL     | ITA     | SIN     | JAP     | COR     | IND     | ABU     | BRÉ     |         |         | 69              | 6e         |
| 2011          | Force India F1 Team        | VJM04   | Mercedes V8 FO 108Y 2.4              | P     | Adrian Sutil         | 9e      | 11e     | 15e     | 13e     | 13e     | 7e      | Abd     | 9e      | 11e     | 6e      | 14e     | 7e      | Abd     | 8e      | 11e     | 11e     | 9e      | 8e      | 6e      |         |         | 69              | 6e         |
| 2011          | Force India F1 Team        | VJM04   | Mercedes V8 FO 108Y 2.4              | P     | Paul di Resta        | 10e     | 10e     | 11e     | Abd     | 12e     | 12e     | 18e     | 14e     | 15e     | 13e     | 7e      | 11e     | 8e      | 6e      | 12e     | 10e     | 13e     | 9e      | 8e      |         |         | 69              | 6e         |
| 2012          | Sahara Force India F1 Team | VJM05   | Mercedes V8 FO 108Z 2.4              | P     |                      | AUS     | MAL     | CHI     | BAH     | ESP     | MON     | CAN     | EUR     | GBR     | ALL     | HON     | BEL     | ITA     | SIN     | JAP     | COR     | IND     | ABU     | USA     | BRÉ     |         | 109             | 7e         |
| 2012          | Sahara Force India F1 Team | VJM05   | Mercedes V8 FO 108Z 2.4              | P     | Paul di Resta        | 10e     | 7e      | 12e     | 6e      | 14e     | 7e      | 11e     | 7e      | Abd     | 11e     | 12e     | 10e     | 8e      | 4e      | 12e     | 12e     | 12e     | 9e      | 15e     | 19e*    |         | 109             | 7e         |
| 2012          | Sahara Force India F1 Team | VJM05   | Mercedes V8 FO 108Z 2.4              | P     | Nico Hülkenberg      | Abd     | 9e      | 15e     | 12e     | 10e     | 8e      | 12e     | 5e      | 12e     | 9e      | 11e     | 4e      | 21e*    | 14e     | 7e      | 6e      | 8e      | Abd     | 8e      | 5e      |         | 109             | 7e         |
| 2013          | Sahara Force India F1 Team | VJM06   | Mercedes V8 FO 108F 2.4              | P     |                      | AUS     | MAL     | CHI     | BAH     | ESP     | MON     | CAN     | GBR     | ALL     | HON     | BEL     | ITA     | SIN     | COR     | JAP     | IND     | ABU     | USA     | BRÉ     |         |         | 77              | 6e         |
| 2013          | Sahara Force India F1 Team | VJM06   | Mercedes V8 FO 108F 2.4              | P     | Paul di Resta        | 8e      | Abd     | 8e      | 4e      | 7e      | 9e      | 7e      | 9e      | 11e     | 18e*    | Abd     | Abd     | 20e*    | Abd     | 11e     | 8e      | 6e      | 15e     | 11e     |         |         | 77              | 6e         |
| 2013          | Sahara Force India F1 Team | VJM06   | Mercedes V8 FO 108F 2.4              | P     | Adrian Sutil         | 7e      | Abd     | Abd     | 13e     | 13e     | 5e      | 10e     | 7e      | 13e     | Abd     | 9e      | 16e*    | 10e     | 20e*    | 14e     | 9e      | 10e     | Abd     | 13e     |         |         | 77              | 6e         |
| 2014          | Sahara Force India F1 Team | VJM07   | Mercedes V6 turbo PU106A hybride 1.6 | P     |                      | AUS     | MAL     | BAH     | CHI     | ESP     | MON     | CAN     | AUT     | GBR     | ALL     | HON     | BEL     | ITA     | SIN     | JAP     | RUS     | USA     | BRÉ     | ABU     |         |         | 155             | 6e         |
| 2014          | Sahara Force India F1 Team | VJM07   | Mercedes V6 turbo PU106A hybride 1.6 | P     | Sergio Pérez         | 10e     | Np      | 3e      | 9e      | 9e      | Abd     | 11e*    | 6e      | 11e     | 10e     | Abd     | 8e      | 7e      | 7e      | 10e     | 10e     | Abd     | 15e     | 7e      |         |         | 155             | 6e         |
| 2014          | Sahara Force India F1 Team | VJM07   | Mercedes V6 turbo PU106A hybride 1.6 | P     | Nico Hülkenberg      | 6e      | 5e      | 5e      | 6e      | 10e     | 5e      | 5e      | 9e      | 8e      | 7e      | Abd     | 10e     | 12e     | 9e      | 8e      | 12e     | Abd     | 8e      | 6e      |         |         | 155             | 6e         |
| 2015          | Sahara Force India F1 Team | VJM08   | Mercedes V6 turbo PU106B hybride 1.6 | P     |                      | AUS     | MAL     | CHI     | BAH     | ESP     | MON     | CAN     | AUT     | GBR     | HON     | BEL     | ITA     | SIN     | JAP     | RUS     | USA     | MEX     | BRÉ     | ABU     |         |         | 136             | 5e         |
| 2015          | Sahara Force India F1 Team | VJM08   | Mercedes V6 turbo PU106B hybride 1.6 | P     | Sergio Pérez         | 10e     | 13e     | 11e     | 8e      | 13e     | 7e      | 11e     | 9e      | 9e      | Abd     | 5e      | 6e      | 7e      | 12e     | 3e      | 5e      | 8e      | 12e     | 5e      |         |         | 136             | 5e         |
| 2015          | Sahara Force India F1 Team | VJM08   | Mercedes V6 turbo PU106B hybride 1.6 | P     | Nico Hülkenberg      | 7e      | 14e     | Abd     | 13e     | 15e     | 11e     | 8e      | 6e      | 7e      | Abd     | Np      | 7e      | Abd     | 6e      | Abd     | Abd     | 7e      | 6e      | 7e      |         |         | 136             | 5e         |
| 2016          | Sahara Force India F1 Team | VJM09   | Mercedes V6 turbo PU106C hybride 1.6 | P     |                      | AUS     | BAH     | CHI     | RUS     | ESP     | MON     | CAN     | EUR     | AUT     | GBR     | HON     | ALL     | BEL     | ITA     | SIN     | MAL     | JAP     | USA     | MEX     | BRÉ     | ABU     | 173             | 4e         |
| 2016          | Sahara Force India F1 Team | VJM09   | Mercedes V6 turbo PU106C hybride 1.6 | P     | Sergio Pérez         | 13e     | 16e     | 11e     | 9e      | 7e      | 3e      | 10e     | 3e      | 17e*    | 6e      | 11e     | 10e     | 5e      | 8e      | 8e      | 6e      | 7e      | 8e      | 10e     | 4e      | 8e      | 173             | 4e         |
| 2016          | Sahara Force India F1 Team | VJM09   | Mercedes V6 turbo PU106C hybride 1.6 | P     | Nico Hülkenberg      | 7e      | 15e     | 15e     | Abd     | Abd     | 6e      | 8e      | 9e      | 19e*    | 7e      | 10e     | 7e      | 4e      | 10e     | Abd     | 8e      | 8e      | Abd     | 7e      | 7e      | 7e      | 173             | 4e         |
| 2017          | Sahara Force India F1 Team | VJM10   | Mercedes V6 turbo M08 EQ Power+ 1.6  | P     |                      | AUS     | CHN     | BAH     | RUS     | ESP     | MON     | CAN     | AZE     | AUT     | GBR     | HON     | BEL     | ITA     | SIN     | MAL     | JPN     | USA     | MEX     | BRE     | ABU     |         | 187             | 4e         |
| 2017          | Sahara Force India F1 Team | VJM10   | Mercedes V6 turbo M08 EQ Power+ 1.6  | P     | Sergio Pérez         | 7e      | 9e      | 7e      | 6e      | 4e      | 13e     | 5e      | Abd     | 7e      | 9e      | 8e      | 17e*    | 9e      | 5e      | 6e      | 7e      | 8e      | 7e      | 9e      | 7e      |         | 187             | 4e         |
| 2017          | Sahara Force India F1 Team | VJM10   | Mercedes V6 turbo M08 EQ Power+ 1.6  | P     | Esteban Ocon         | 10e     | 10e     | 10e     | 7e      | 5e      | 12e     | 6e      | 6e      | 8e      | 8e      | 9e      | 9e      | 6e      | 10e     | 10e     | 6e      | 6e      | 5e      | Abd     | 8e      |         | 187             | 4e         |
| 2018          | Sahara Force India F1 Team | VJM11   | Mercedes V6 turbo M09 EQ Power+ 1.6  | P     |                      | AUS     | BAH     | CHI     | AZE     | ESP     | MON     | CAN     | FRA     | AUT     | GBR     | ALL     | HON     | BEL     | ITA     | SIN     | RUS     | JAP     | USA     | MEX     | BRE     | ABU     | 59              | exclue     |
| 2018          | Sahara Force India F1 Team | VJM11   | Mercedes V6 turbo M09 EQ Power+ 1.6  | P     | Sergio Pérez         | 11e     | 16e     | 12e     | 3e      | 9e      | 12e     | 14e     | Abd     | 7e      | 10e     | 7e      | 14e     |         |         |         |         |         |         |         |         |         | 59              | exclue     |
| 2018          | Sahara Force India F1 Team | VJM11   | Mercedes V6 turbo M09 EQ Power+ 1.6  | P     | Esteban Ocon         | 12e     | 10e     | 11e     | Abd     | Abd     | 6e      | 9e      | Abd     | 6e      | 7e      | 8e      | 13e     |         |         |         |         |         |         |         |         |         | 59              | exclue     |
| Légende : ici |                            |         |                                      |       |                      |         |         |         |         |         |         |         |         |         |         |         |         |         |         |         |         |         |         |         |         |         |                 |            |

## Palmarès des pilotes Force India
| Pilotes              | Grands Prix disputés | Victoires | Podiums | Points inscrits | Meilleurs tours en course | Tours en tête | Meilleur classement |
| -------------------- | -------------------- | --------- | ------- | --------------- | ------------------------- | ------------- | ------------------- |
| Adrian Sutil         | 92                   | 0         | 0       | 123             | 1                         | 11            | 4e                  |
| Sergio Pérez         | 92                   | 0         | 5       | 378             | 2                         | 11            | 3e                  |
| Nico Hülkenberg      | 79                   | 0         | 0       | 289             | 2                         | 35            | 4e                  |
| Paul di Resta        | 58                   | 0         | 0       | 121             | 0                         | 0             | 4e                  |
| Esteban Ocon         | 33                   | 0         | 0       | 124             | 0                         | 0             | 5e                  |
| Giancarlo Fisichella | 30                   | 0         | 1       | 8               | 0                         | 4             | 2e                  |
| Vitantonio Liuzzi    | 24                   | 0         | 0       | 21              | 0                         | 0             | 6e                  |